# Nuit et Jour (film, 1946)
Pour les articles homonymes, voir Nuit et Jour et Night and Day.
Pour plus de détails, voir Fiche technique et Distribution.
Nuit et jour (Night and Day) est un film biographique américain sur la vie de l'auteur et compositeur Cole Porter réalisé par Michael Curtiz, sorti en 1946.
La bande-originale du film signée Ray Heindorf et Max Steiner fut nommée pour l'Oscar. Le film contient de nombreuses chansons fameuses de Cole Porter, dont la chanson-titre, Night and Day, Begin the Beguine et My Heart Belongs to Daddy.
Le film est une version de fiction et expurgée de la vie du célèbre auteur-compositeur, laissant notamment de côté son homosexualité. Une nouvelle biographie filmée sortie en 2004, De-Lovely avec Kevin Kline, aborde plus ouvertement sa sexualité.

## Synopsis
La vie du célèbre compositeur américain Cole Porter...

## Fiche technique
- Titre original : Night and Day
- Réalisation : Michael Curtiz
- Scénario : Charles Hoffman, Leo Townsend, William Bowers
- Photographie : J. Peverell Marley, William V. Skall, Bert Glennon (non crédité)
- Musique : Ray Heindorf, Max Steiner, Milton Ager, Jack Yellen
- Costumes : Milo Anderson, Travilla
- Montage : David Weisbart
- Producteur : Arthur Schwartz, Jack L. Warner
- Pays de production : États-Unis
- Langue : anglais
- Durée : 128 minutes
- Date de sortie : 1946
- Affiche : Bill Gold (États-Unis)

## Distribution
- Cary Grant (VF : Jean Davy) : Cole Porter
- Alexis Smith (VF : Jacqueline Rembauville) : Linda Lee Porter
- Monty Woolley (VF : Camille Guérini) : lui-même
- Jane Wyman : Gracie Harris
- Ginny Simms : Carole Hill
- Eve Arden : Gabrielle
- Victor Francen : Anatole Giron
- Henry Stephenson : Omar Cole, le grand-père de Cole
- Selena Royle : Kate Porter, la mère de Cole
- Dorothy Malone : Nancy, la cousine de Cole
- Tom D'Andrea : Tommy
- Alan Hale : Leon Dowling
- Sig Ruman : Wilowski
- Donald Woods : Ward Blackburn
- Paul Cavanagh : Bart McClelland
- Mary Martin : elle-même

Et parmi les acteurs non crédités :
- John Alvin : Petey
- Joyce Compton : Chorine
- Fern Emmett : une secrétaire
- Howard Freeman : Max Fisher
- Lance Fuller : un étudiant
- Skelton Knaggs : un vendeur de journaux
- Eva Novak : une infirmière
- Vivien Oakland : la mariée
- Philip Van Zandt : un librettiste